# Нефтяной растворитель
Нефрас («нефтяной растворитель») — собирательное название жидкостей, являющихся продуктами перегонки нефти, таких как бензин, керосин, уайт-спирит и других, используемых на производстве и в быту как растворители для разбавления красок, промывки деталей, удаления консервирующих покрытий и загрязнений.

## Свойства нефрасов
Нефрасы представляют собой прозрачные маслянистые жидкости с характерным запахом нефтепродуктов. Легко воспламеняются. Токсичны.
В России свойства нефрасов регламентируются стандартом ГОСТ 26377-84 - "Растворители нефтяные. Обозначение". Стандарт требует отсутствия в составе нефрасов водорастворимых кислот и щелочей, а также воды.

## Маркировка нефрасов
Обозначение нефраса формируется по следующим правилам: после слова «нефрас» через дефис указываются его группа и подгруппа в соответствии со стандартом, а затем через пробел указываются два числа, разделенные знаком «/», соответствующие температуре начала и окончания перегонки в градусах Цельсия. Пример: Нефрас-С2 80/120, Нефрас-С4 155/200.

### Группы и подгруппы
Стандарт подразделяет нефрасы на несколько групп по их углеводородному составу:
- П — парафиновые, содержание нормальных парафинов более 50 %;
- И — изопарафиновые, содержание изопарафиновых углеводородов более 50 %;
- Н — нафтеновые, содержание нафтеновых углеводородов более 50 %;
- А — ароматические, содержание ароматических углеводородов более 50 %;
- С — смешанные, содержание каждой из групп углеводородов не превышает 50 %.

В зависимости от массовой доли ароматических углеводородов, группы П, И, Н и С подразделяют на подгруппы:
- 0 — менее 0,1 %;
- 1 — 0,1—0,5 %;
- 2 — 0,5—2,5 %;
- 3 — 2,5—5,0 %;
- 4 — 5—25 %;
- 5 — 25—50 %.